# Frankische tijd in de Nederlanden

Situatie in de 3e eeuw.

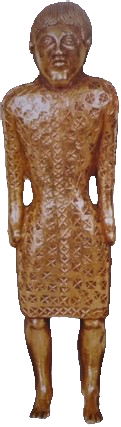
Beeldje van een Frank

De Frankische tijd is de periode die in de Lage Landen begint aan het eind van de Romeinse tijd met de immigratie van de Franken in de 3e eeuw en eindigt nadat het Karolingische Rijk in de 9e eeuw uiteenvalt.
De Frankische tijd wordt gekenmerkt door het leggen van de basis voor het feodale stelsel met de groei van steeds grotere territoriale gebieden die ten slotte onder een keizer tot een groot Frankisch Rijk worden samengevoegd, en wordt beschouwd als een tijdperk van staatsvorming waarin de Lage Landen een belangrijke rol speelden. De uitbreiding ging doorgaans gepaard met veel strijd en bruut geweld. Aan innerlijke verdeeldheid en strijd zou uiteindelijk ook dit rijk ten onder gaan, maar parallel daaraan en er nauw mee verweven heeft zich tegen dan een hoofse cultuur ontwikkeld van zekere verfijning, die vooral steunde op de waarden van het vroege christendom, dat reeds in de Gallo-Romeinse periode was opgekomen maar zich nu mede dankzij de Frankische steun uitbreidde.
Voor het midden van de 3e eeuw werd de naam van de Franken nergens vernoemd. Maar vanaf de aanvang van die eeuw beginnen Germaanse stamnamen plaats te ruimen voor die van Franken en Saksen, waarschijnlijk door aansluiting in grotere stamverbanden.

## Vestiging van de Franken in de Nederlanden
De vestiging van de Franken in de Lage Landen verliep, zij het met hier en daar enkele schermutselingen, al bij al relatief vreedzaam als een kolonisatieproces over meerdere eeuwen gespreid, waarbij generaties na generaties Germanen zich op zoek naar gunstige onbewoonde of verlaten vestigingsplaatsen zuidwestwaarts begaven.
Onder de kolonisatie van Gallië door de Romeinen was de plaatselijke Gallische (Keltische) bevolking met de Romeinse cultuur geassimileerd geraakt (Romanisatie). Doordat de oorspronkelijk Keltische bevolking van de Lage Landen bezuiden de Rijn toen getalsmatig de overhand hield boven de nieuwe Romeinse elite, had de resulterende Romeins-Keltische mengcultuur haar geheel eigen karakter verkregen. Een gelijkaardig proces zou zich herhalen met de intocht van de Franken in het zuiden, waar onderwijl deze Keltoromanen de overhand hadden.
Schelde- en Maasbekken waren aanvankelijk nog ingenomen door Morienen in Vlaanderen - dat tot eind 4e eeuw heidens bleef -, Menapiërs en Nerviërs in Brabant en Henegouwen, Eburonen in Limburg, Aduatieken, Condruzen, Cerezen, Pemanen en Trevieren in de Ardennen, maar de druk van de Germanen op Gallië was groot.

### Geleidelijke infiltratie gemengd met strijd
In 286 hadden (Ripuarische) Franken zich reeds als kolonisten in de onbewoonde delen van de landen der Morienen en der Trevieren mogen vestigen. Stamhoofden van hen waren allianties aangegaan met de Romeinen en kregen het statuut van foederati om de Romeinse grens te verdedigen. In 294 en 295 behaalde onderkeizer Constantius I Chlorus een aantal overwinningen op de Franken in de buurt van de Rijnmonding, maar liet hen toe in de Betuwe te wonen.
Veel Franken namen dienst in Romeinse hulplegers als laeti. Deze Franken werden geleidelijk door de Romeinse cultuur beïnvloed.
Begin 4e eeuw was het gebied dat de Rijnbocht tussen Keulen en de Noordzee vormt onophoudelijk het strijdperk tussen Salische Franken en Romeinen geworden. De meeste Kelten gingen zich zuidelijker in de Lage Landen vestigen, toen het noorden van Gallië voortdurend door deze oorlogen werd geteisterd en de landbouw en Keltische vestigingsplaatsen er grotendeels vernield raakten. Zij hadden zich veilig teruggetrokken tot achter het Carbonaria silva terwijl in het oosten hun gebied door het Ardeense woud van de Germanen werd gescheiden. Samen met de geromaniseerde Kelten verdween ook het christendom weer uit het noorden van de Lage Landen.
De streek ten noorden van de Ardeense heuvelen en Henegouwen was intussen in een desolaat landschap herschapen. In 358 overwon Keizer Julianus de Saliërs, maar moest hen toelaten zich in het verlaten en onvruchtbare Toxandrië te vestigen, waar zij eveneens de status van foederati kregen. Toen de Romeinse troepen naar Rome werden teruggeroepen schiep dat een open uitnodiging voor Germaanse stammen om zich in de Lage Landen te begeven.

### Definitieve doorbraak
Toen in 406 de Vandalen in Gallië binnenvielen, wisten de Franken gebruik te maken van de toegenomen druk op het Romeinse leger om in de daarop volgende eeuw hun invloedssfeer en woongebied in de Lage Landen steeds verder over dunner bevolkt gebied uit te breiden.
Nadat de Ripuarische Franken het gebied boven de Benedenrijn (de Betuwe en Hamaland) hadden bevolkt, begaf het nageslacht van de Salische Franken van de Kempen (Toxandrië) zich in de 5e eeuw geleidelijk verder het vlakke lage land in en bevolkte er het bekken van Leie en Schelde steeds verder zuidwaarts. Talrijke Vlaamse dorpen met het achtervoegsel ingem herinneren nog aan de naam van een Frankisch stamhoofd die ze als nieuwe plaats voor zijn familie vestigde. Toen in 431 hun voorhoede bij Doornik uitkwam werd een open conflict aan de nieuwe noordgrens van het Romeinse Rijk onvermijdelijk. De soldaten van Aëtius hadden zich aan de linie van de Romeinse heirbaan verzameld. De Saliërs veroverden de stad. Onder leiding van hun aanvoerder Chlodio veroverden ze met geweld de bovenvallei van de Leie en de gouwen benoorden de Somme, terwijl andere koningen Cameracum (Kamerijk) en de latere steden Atrecht en Terwaan innamen. In Boulogne, waar de bevolking al lang door de zeerovers geteisterd was, vestigden zij zich in groten getale tot aan de Kwinte en hun taal verdrong er het Romaans.

Situatie tussen 400 en 440.

De Ripuariërs waren intussen tegen 450 zuidwaarts de Maas overgestoken en vestigden zich rond de heirbaan Tongeren-Boulogne in de open vlakte van Haspengouw, die in het zuiden door het ondoordringbare Kolenwoud werd afgezoomd. De Gallo-Romeinse bevolking, die de schaars bevolkte zandvlakten daar verlaten had, vestigde zich ten zuiden van de Belgische heirbaan. Deze Belgoromeinen van Keltische oorsprong die in de voort ontgonnen plekken van het woud woonden noemden de Franken Wala. De huidige taalgrens in België geeft nog steeds de scheiding aan van de stellingen die respectievelijk de Germaanse en de Romaanse taalgroepen in die tijd hadden ingenomen. In het westen werden de Ripuariërs gestuit door de moerassen van de Kempen, waarachter het gebied van de Saliërs begon dat tussen de Dijle en de Schelde lag.

Machtsgebied van Syagrius. (De omvang is enigszins onzeker).

Nadat in de 5e eeuw de Romeinse legers zich uit de Lage Landen steeds verder naar het zuiden hadden teruggetrokken, wist Syagrius nog enige tijd (476-486) een autonome Gallo-Romeinse staat tussen de Somme en de Loire in stand te houden, met een hoge concentratie aan Keltoromanen of geromaniseerde Keltische stammen van weleer. Maar het gebied west van de Midden-Rijn, het westelijk deel van België en het noordoosten van Frankrijk ontsnapte tegen 480 volkomen aan de Romeinse controle. De voormalige provincies Germania Inferior, Superior, en grote delen van Belgica Prima en Secunda waren nu definitief in handen van de Franken. De relatief kleine bevolking van Keltoromanen ging op in de Frankische meerderheid aldaar en het Latijn verdween als algemene omgangstaal benoorden de taalgrens.

### Uitbreiding van het invloeds- en leefgebied naar het zuiden
Tijdens de inval van de Hunnen in Gallië, onder Attila, streden de Franken aan de zijde van de Romeinen in de Slag op de Catalaunische Velden in 451.
De Franken moesten nog lange tijd de Somme als zuidelijke grens van hun gebied erkennen, maar onder Childerik veranderde dat, want deze ondernam bloedige veldslagen tegen de bevolking in wat nu het noorden van Frankrijk is en breidde het rijk uit tot aan de Loire. Na een periode van hevige strijd vestigden de Salische Franken zich in dit gebied en mengden er zich met de daar al sinds de Romeinse tijd gekerstende bevolking. De christelijke Kerk had er zich reeds gestructureerd in bisdommen en diocesen die overeenkwamen met de voormalige civitates (de oude Keltische gouwen), die werden geleid door bisschoppen, bijgestaan door hun priesters die de diocesen voor hun rekening namen. De verfijning van hun cultuur stond in schril contrast met de ruwheid van de oorlogszuchtige Franken, die intussen met geweld hun gebied zelfs tot over de Rijn hadden uitgebreid terwijl ze in het noorden hevig tegen de Friezen en Saksen tekeer gingen. Maar de belangen van de ene cultuur vulde de andere wel aan, in die zin, dat de op Romeinse leest geschoeide organisatie van het gekerstende land, met bisschoppen aan het hoofd van meerdere diocesen, voor een relatieve staatkundige orde zorgde, terwijl die bisschoppen van hun kant hen als verdedigingstroepen beschouwden om 'hun' verloren land in het noorden te heroveren en te beschermen.

## Ontstaan van het Frankische Rijk

### Onder de Merovingers

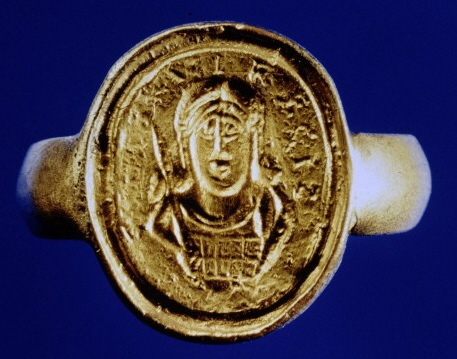
Zegelring van Childerik I
(± 436 - ± 481)

Het zuiden van de Lage Landen met vermoedelijke grenzen van bisdommen, stedelijke nederzettingen en abdijen, ca. 7e eeuw

Nadat de eerste koning van de Merovingische Franken Childeric I die zich in Doornik had gevestigd in 481/82 overleed, nam zijn zoon Clovis I het bestuur over. Hij bond de strijd aan met andere Frankische leidersfiguren en breidde zijn rijk uit tot het grootste deel van Gallië. Rond 500 verenigde Clovis beide groepen Franken in het Merovingische Rijk. Van het Oud-Gallische Parijs maakte hij zijn hoofdstad.
Op aanstichten van zijn vrouw Chlotildis bekeerde hij zich tot het christendom en verleende daarmee zijn steun aan de opkomende institutionalisering van de kerkgemeenschap. De latere Frankische koning Dagobert moedigde de Frankische kerk aan in een offensief dat tot de vorming van het bisdom Terwaan in de civitas van de Morini bijdroeg. De samenwerking tussen kerk en edelen bereidde aldus de weg voor uitbreiding van de politieke macht naar het noorden tot aan het gebied van de Friezen.
Tot het kustgebied van Vlaanderen waren de Franken niet doorgedrongen. De Friezen, wellicht met langs de zee gekomen Saksen vermengd, bevolkten ook die streek. De Friezen behoorden tot een Noordzeecultuur, die zich sterk tegen de Frankische macht afzette. Zij speelden een belangrijke rol in het handelsnet dat het Rijngebied met de Maas en het overzeese Britannia verbond. Wel haalden ze producten op uit het zuiden van de Lage Landen, het Maasplateau en het Rijnland, toen de Merovingische macht daar reeds een stevige voet aan de grond had. Er ontwikkelden zich daar onder meer dankzij hen handelscentra zoals Dinant, Hoei, Luik en Namen.
Tegen het eind van de eeuw hadden afstammelingen van de Salische Franken, die zich in de streek beneden het Kolenwoud (Carbonaria silva) en boven de Loire gevestigd hadden in toenemende mate de Romaanse invloed van dit dichter bevolkt gelatiniseerd gebied ondergaan. De Ripuarische Franken daarentegen, die hun gebied vanuit het oosten richting Schelde uitbreidden, bevonden zich in relatief dun bevolkt of door de Gallo-Romeinen geëvacueerd gebied, en betekenden daarom een Germaanse overmacht in deze regio van de later Zuidelijke Nederlanden.
Toen Clovis het christendom tot staatsgodsdienst van zijn grote rijk had uitgeroepen duurde het nog lange tijd eer de bevolking zich ertoe liet overhalen. Daar was heel wat missioneringswerk voor nodig, zoals dat van Sint-Amandus, die een beeldenstorm organiseerde waarbij de heidense goden (door de Romeinen hernoemd tot Neptunus, Diana, Jupiter en Minerva) werden omvergesmeten. Het waren vooral zendelingen die het christendom propageerden en voor het stichten van over het grondgebied verspreide abdijen instonden, waarrond zich grotere nederzettingen vestigden. Zij zorgden voor ontginning, inpoldering en in het algemeen het in cultuur brengen van aanvankelijk woest en dicht bebost of overstroomd gebied.
In de tijd toen de Franken zich zuidwaarts hadden gekeerd, ook al omdat er interne conflicten waren ontstaan tussen hun westelijke (Neustrië) en oostelijke (Austrasië) rijksdelen, was hun aandacht voor de Friezen verslapt. In Traiectum (Utrecht), dat al in de 4e eeuw een Romeinse vesting was en in de 7e eeuw het noordelijkste punt van het Frankische Rijk, werd een tijdens de koningen (595-623) Chlotachar II en Theodebert II gevestigd kerkje aan Sint-Maarten gewijd, dat er inmiddels verwaarloosd bij stond, opnieuw opgebouwd nu het christendom zich in de 7e eeuw samen met de Frankische macht weer noordwaarts begaf. Dagobert I stond het omstreeks 630 af aan de bisschop van Keulen, waar sedert begin 6e eeuw de nieuwe godsdienst gezegevierd had. Het werd de uitvalsbasis van Willibrord, die ervoor zorgde dat het christendom zich opnieuw naar het noorden uitbreidde. Uiteindelijk werden na de Friezen ook de Saksen tot het nieuwe geloof gedwongen onder de Saksische Oorlogen van Karel de Grote.

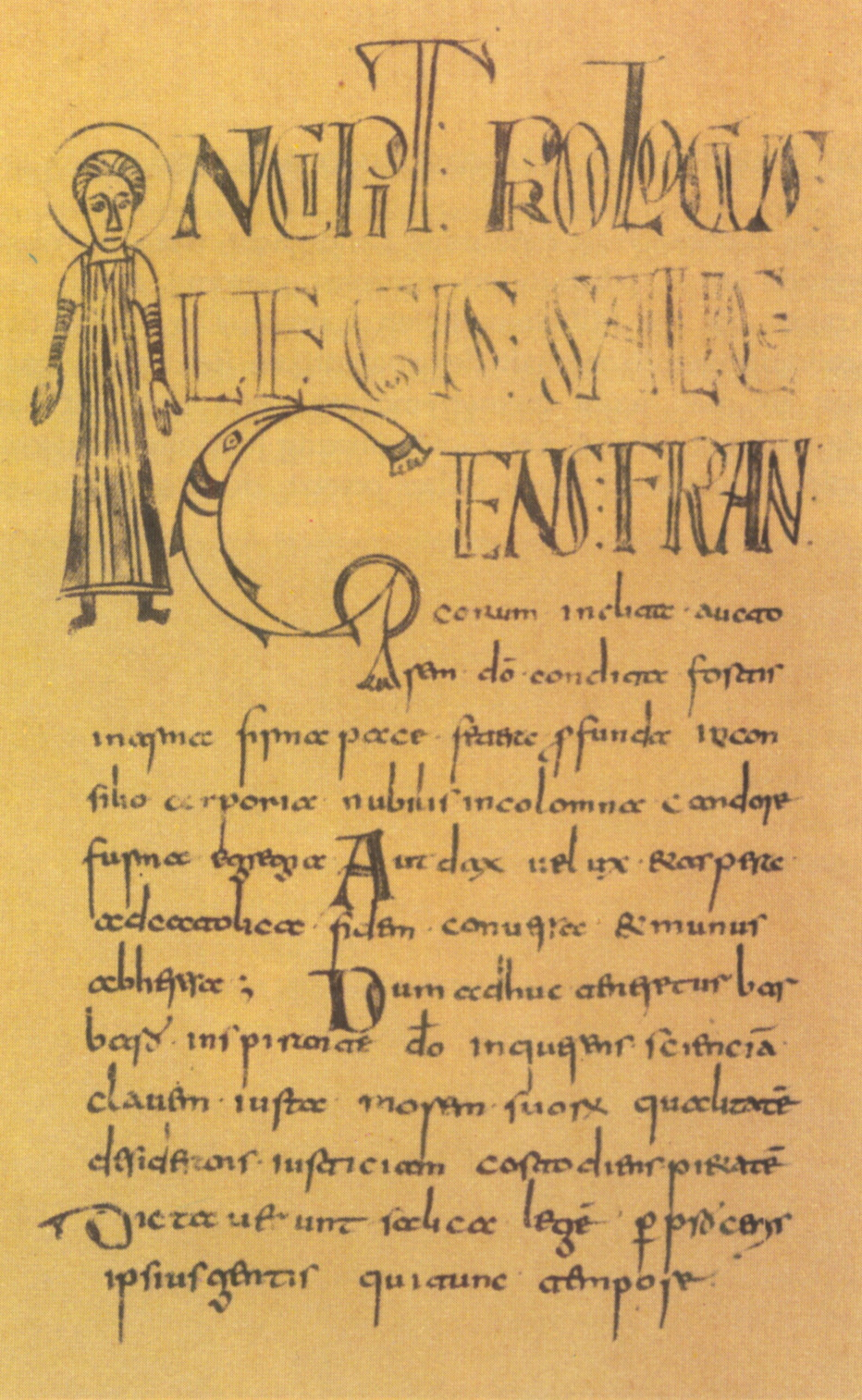
Handschrift van de Salische Wet

De Salische Wet, in het Latijn Lex Salica, was een van de eerste geschreven wetboeken sinds de Romeinen. Het dateert uit het begin van de 6e eeuw, uit de tijd van koning Clovis. In de Salische wet worden de grenzen van het Frankische Rijk bepaald. Er wordt zelfs verwezen naar Merovinger invloed in Britannia.
Tegen de 7e eeuw begon het gezag van de Merovingers te tanen, ten voordele van de Frankische edelen. De Pepiniden, een adellijke familie uit het centrum van Austrasië (de Ardennen en het Boven-Maasgebied), hadden zich in Limburg tot landeigenaars weten te maken. In de functie van hofmeiers wisten zij de feitelijke macht in handen te krijgen, zoals Karel Martel. Deze baande zich in 734 al strijdend ook toegang tot de noordelijke centra van de Friezen na een overwinning bij de Boorne. Toen dit succes door zijn opvolger Pepijn III en vervolgens Karel de Grote geconsolideerd werd, behoorde het ganse gebied van de Lage Landen bij de zee tot het Frankische Rijk.

### Onder de Karolingers

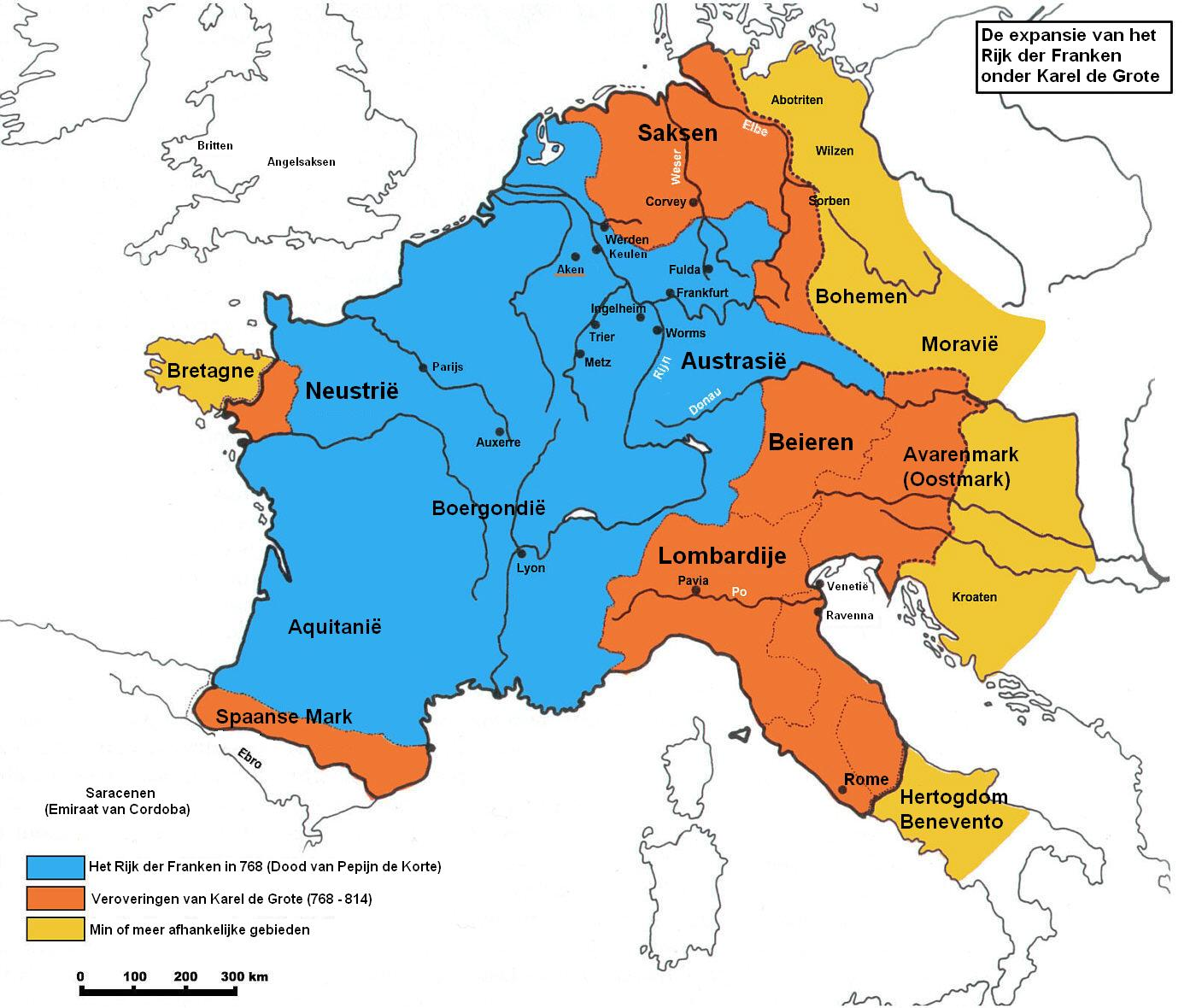
Expansie van het Rijk der Franken onder Karel de Grote

De betekenis van de Karolingers ligt vooral in het uitbreiden van het Frankische Rijk tot zelfs voorbij de grenzen van het vroegere Romeinse keizerrijk. Daarbij werd in het noorden het gebied van de Friezen mee opgenomen, in het zuiden dat van de Longobarden en in het oosten na dertig jaar Saksenoorlogen (772 - 804) Germanië, het gebied tot ver voorbij de Rijn.
De verovering van die grensgebieden ging met buitensporig geweld gepaard waarbij de overwonnenen werden gedwongen zich tot het christendom te bekeren. Karel de Grote streefde ernaar om de kerken met hun nederzettingen (kloosters) en hun administratieve traditie (boekhouding) als instrument van toezicht te gebruiken. Op het beoefenen van heidense rituelen stond de doodstraf.
Karel de Grote werd in 800 gekroond tot Imperator Romanorum, 'Keizer der Romeinen'. Hoewel hiermee geprobeerd werd het Frankische gezag te legitimeren als een soort voortzetting van het Romeinse rijk, was er geen sprake van een abstract staatsbegrip in de zin van een res publica. Het rijk gold, net als onder de Merovingen, als persoonlijk eigendom van de heerser.
Onder Karel de Grote waren de Lage Landen evenwel geen randgebied meer zoals in de Romeinse en vroege Frankische tijd, maar vormden zij quasi het centrum van het Frankische Rijk. Aken, waar Karel de Grote in de palts zijn hoofdverblijf vestigde, werd de belangrijkste stad van de Karolingen.
Tussen ~750 en ~950 was er in West-Europa, bij een toenemende belangstelling voor de klassieke cultuur, een periode van algemene opleving van cultuur en wetenschap (de Karolingische renaissance rond de regeerperiode van Karel de Grote (768-814)). Deze stroming beperkte zich vooral tot het koninklijk hof, waar zij zich manifesteerde, en werd gesteund door de clerus.
De vereenvoudiging van het Merovingisch schrift, in de vorm van de veel beter leesbare Karolingische minuskel, legde de basis voor het schrift van de Germaanse en Romaanse talen.

#### Bestuursinrichting
Als bestuursvorm werd het feodalisme doorgevoerd. De bestuursinrichting in de Lage Landen was zo goed als dezelfde als die in de rest van het Frankisch Rijk. De koning, later dus keizer, vormde er de hoogste autoriteit, omgeven door dienaren van het hof, dat constant op ronde was. In Herstal, Meerssen, Nijmegen en Aken werd daarbij tijdelijk verblijf gehouden in paltsen waar de hoflieden aanzienlijke landgoederen bezaten die tot de kroon behoorden. Hun macht (bannus) delegeerden ze aan graven die door hen als leenman waren aangesteld over een graafschap of gouw (pagus). Het merendeel van die gouwen (pagi) viel samen met de vroegere Romeinse civitates.
De bekendste gouwen waren pagus Taruanensis (met als centrum Thérouanne), pagus Mempiscus, pagus Flandrensis (rond Brugge), pagus Turnacensis (rond Doornik), pagus Gandensis (Gent), pagus Brabatensis (tussen Schelde en Dijle), pagus Toxandriae (noordelijke Kempen of huidige Noord-Brabant), en benoorden de grote rivieren, Marssum, Lake et Isla, Teisterbant, Circa oras Rheni, Kinnem, Westflinge, Texla, Salon, Hamaland en Twente. In het noorden werd het woord 'gouw' ook gebruikt voor een landstreek zonder dat dit op een bestuurseenheid sloeg. Kleinere administratieve eenheden waren de centenae (honderdsten) en districten die aan ambachten waren toebedeeld (deze laatste vooral in het huidige Vlaanderen, Zeeland en Holland, zoals de Vier Ambachten en Veurne-Ambacht).

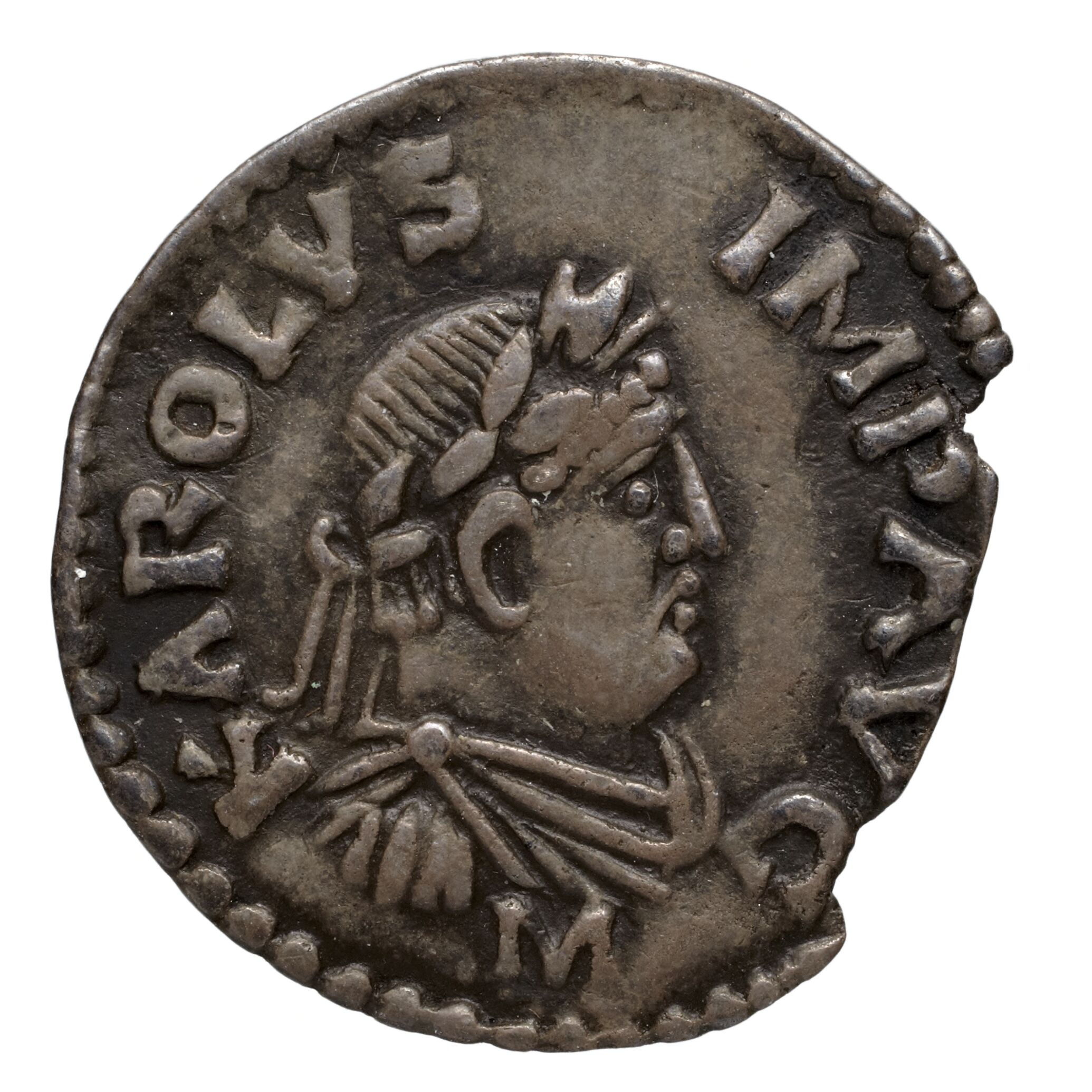
Munt van Karel de Grote met opschrift KAROLVS IMP AVG (Carolus Imperator Augustus)

Machtsbezit (bannus) in het feodalisme bleek vooral een kwestie van veroveringen, geweld en Geblütsrecht en werd in stand gehouden doordat de heerser van de ene palts naar de andere trok. Door de grote omvang van het rijk was Karel de Grote daarom wel genoodzaakt het land te laten besturen door leenmannen die verantwoording bij hem moesten afleggen. In de ruileconomie van die tijd konden deze leenmannen alleen beloond worden door hen gronden (beneficium, vanaf de tiende eeuw feodum) en het vruchtgebruik daarvan te schenken en een aparte titel. In het bijzonder de ruiters, essentieel om het grote Frankische rijk bijeen te houden, werden door de koningen vaak tot ridder benoemd. De bewoners van het land werden horigen, die bij de bewerking ervan voor eigen gezin en goed een deel van de opbrengt aan de graaf moesten afstaan.
De leenmannen streefden naar erfelijkheid van hun pagus, iets wat steeds meer de regel werd en in 877 is gelegaliseerd door het Capitulare van Quierzy. Met dit systeem werd het mettertijd onmogelijk om nog een groot rijk te vormen.
In het gebied boven de Rijn schoot het feodalisme nooit echt wortel. Voor de Friezen betekende de opname in het Frankische rijk vooral een grote stimulans voor de handel.

#### Kerstening en religieuze inrichting

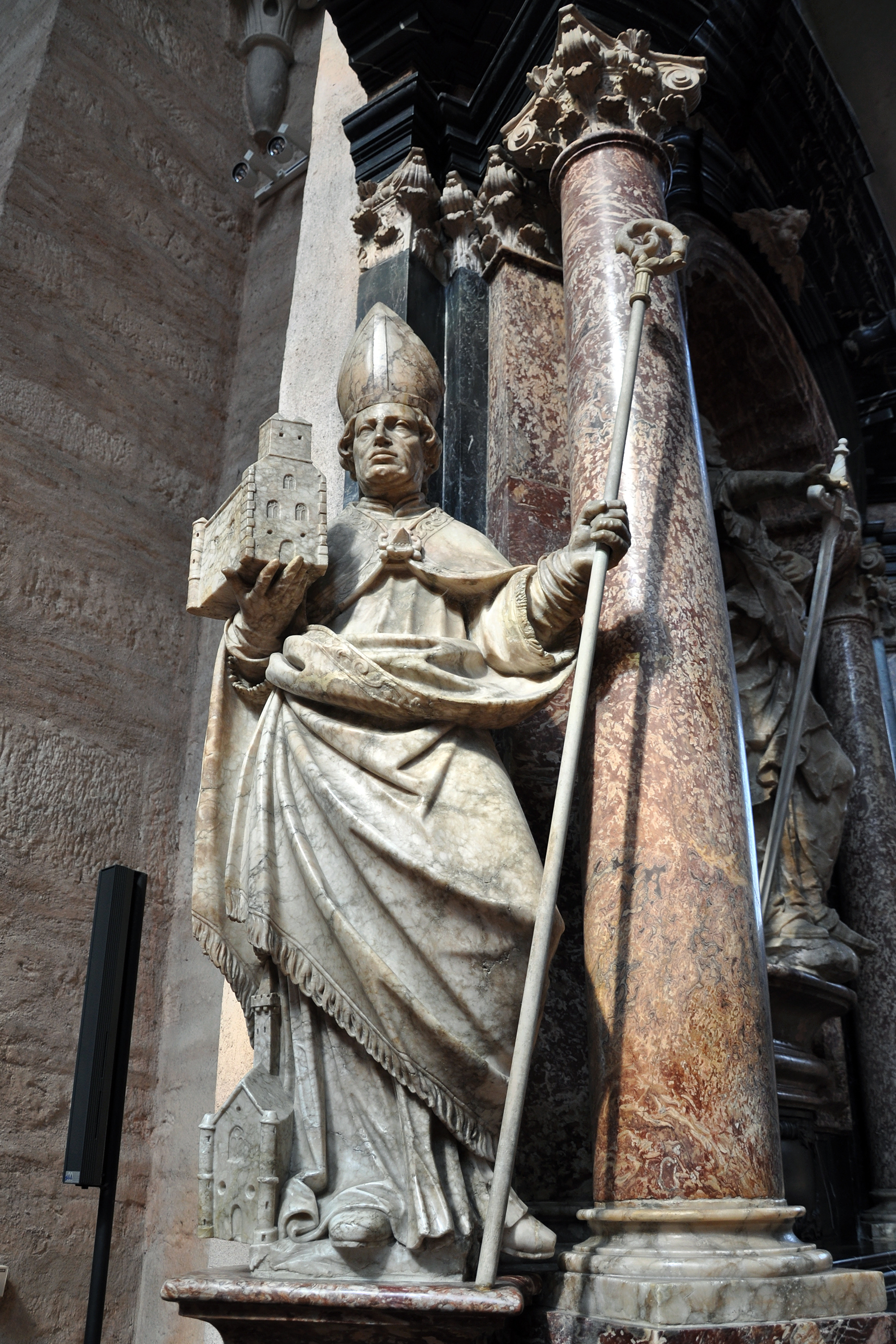
Maternus, Dom van Trier

De nieuwe godsdiensten die aanvankelijk met de Romeinen waren meegekomen en toen al met elkaar concurreerden, zoals de Mithrascultus die voornamelijk bij de soldaten aanhang vond, of de cultus van de Zonnegod Sol Invictus en ook het christendom, hadden zich voornamelijk in de dichtbevolkte plaatsen uitgebreid. De Mithrascultus had als nadeel dat het een zeer geheim sektarisch genootschap betrof met meestal ondergrondse tempels op verborgen plaatsen, en bovendien enkel toegankelijk voor mannen. Het christendom en de zonnegodcultus waren aanvankelijk sterke concurrenten geweest, tot er een zekere fusie plaatsgreep, waarbij elementen van deze laatste in het eerste waren opgenomen.
De eerste christenen in de Lage Landen kwamen mogelijk uit Trier waar de bisschop van die stad zijn invloed in de 3e eeuw al over delen van Neder-Germanië uitbreidde. Volgens de traditie zou de Keuls-Trierse bisschop Sint-Maternus (begin 4e eeuw) tevens de eerste bisschop van Tongeren zijn. De eerste historisch verifieerbare bisschop van het bisdom Tongeren was Servatius (eind 4e eeuw?), over wie Gregorius van Tours eind 6e eeuw vermeldde dat hij te Maastricht werd begraven. Latere tradities plaatsten Servatius (of Servaas) aan het begin van de lijst van 21 heilige bisschoppen van Maastricht. Volgens de Luikse traditie werd de bisschopszetel omstreeks 720 verplaatst naar Luik, maar pas vanaf circa 835 staat vast dat de bisschoppen van Tongeren-Maastricht-Luik te Luik resideerden.
Steden als Atrecht, Boulogne, Doornik, Kamerijk verleenden pas veel later in de geschiedenis toegang aan het christendom. In de 7e eeuw werden de bisdommen Atrecht, Doornik en Kamerijk ingericht. Die vielen toen onder de Kerkprovincie Reims (de vroegere Romeinse provincia Belgica Secunda), die uiteindelijk tot Belgische rooms-katholieke kerkprovincie zou worden. Germania Secunda was intussen de kerkprovincie Keulen geworden waartoe ook de Civitas Tungrorum al vrij vroeg behoorde. De begrenzing van de bisdommen was net als die van de seculiere gouwen grotendeels gebaseerd op de oude civitates (zelf destijds de Romeinse afbakening van de door Keltische en Kelto-Germaanse stammen bewoonde gewesten). Daardoor werden de oude hoofdplaatsen daarvan ook de bisschopszetels, zoals Doornik, Terwaan, Tongeren en Trier.
Toen de Frankische koning Clovis I (Chlodovech) zich tot het christendom bekeerde was dit vooral een politieke daad, die onmiddellijk navolging vond bij zijn hovelingen, de krijgslieden die hem bij de verovering van Gallië hadden vergezeld. Maar ten noorden van het Kolenwoud vond dit toen bij de bevolking die zich daar inmiddels gevestigd had geen navolging. De Kerk slaagde er zelf ook niet in de noordelijke Franken hun oude gewoonten en geloofspraktijken te doen afzweren. De Morienen bijvoorbeeld hingen in de 4e eeuw nog hun Keltische religie aan. En het feit dat hun apostel Victricius uit het verre Rowaan moest komen, toont aan dat de kerkelijke inrichting daar nog nauwelijks bestond. In het noorden was het christendom slechts zeer oppervlakkig aanwezig geweest en weer verdwenen in de 5e eeuw, samen met de geromaniseerde bevolking die zich door het opdringen van Germaanse stammen zuidwaarts liet verdrukken.
Bij de zogenaamde tweede kerstening waren in het noorden vooral Engelse en Ierse missiebisschoppen zoals Willibrord, Bonifatius en Adelbert van Egmond en door hen bekeerde Friezen, naast Franken actief. Dit leidde in naam tot de oprichting van het bisdom Utrecht, waarvan de stad Utrecht de zetel werd, maar in de praktijk waren het de kloosters die bij het missioneringswerk een actieve rol speelden, toen het bisdom nog niet duidelijk afgebakend was. Ook nabij het latere Gent was dit het geval, waar de Aquitaanse monnik Sint-Amandus in de vroege 7e eeuw als eerste katholieke nederzetting in het land der Saliërs een benedictijnenklooster stichtte, zoals hij ook in Echternach (Luxemburg) deed. Het land tussen Maas en Waal en het gebied rond Nijmegen behoorden tot de kerkprovincie Keulen. En Karel de Grote zou districten in het noorden en het oosten aan het bisdom Münster toewijzen.
De kerstening van de Friezen die in de 7e eeuw begon kende meermaals een terugval. Maar de harde hand van Karel de Grote gaf eind 8e eeuw voor hen die door de missionerende bisschoppen niet overtuigd werden de doorslag. Vooral de Saksen werden met uitzonderlijk geweld gedwongen tot het christendom toe te treden. De Oudsaksische doopgelofte moest daarbij als toets dienen, gevolgd door de Indiculus superstitionum et paganiarum.
En zo veranderde het cultuurlandschap in de Lage Landen in belangrijke mate, hoewel boven de rivieren het feodale hofstelsel, ook vanwege de aard van het landschap, vrijwel niet werd toegepast.
Aan belangrijke "heidense" feestdagen werden christelijke feestdagen gekoppeld. "Heidense" gewoonten werden overgenomen. Op heilige plaatsen op het platteland, vaak aangegeven door een typische boom zoals een eik of taxus, werden kapellen of kapelletjes gebouwd. Kerken en kloosters werden gesticht en om het land efficiënter te exploiteren werden nederzettingen verplaatst of anders ingericht en nieuwe gesticht. Ook ging Karel weer over op een actieve wetgeving met het uitvaardigen van capitularia die deels het bestaande gewoonterecht vervingen. In de eeuwen daarna zou het christelijke geloof zich aanpassen en volledig doordringen in de samenleving.

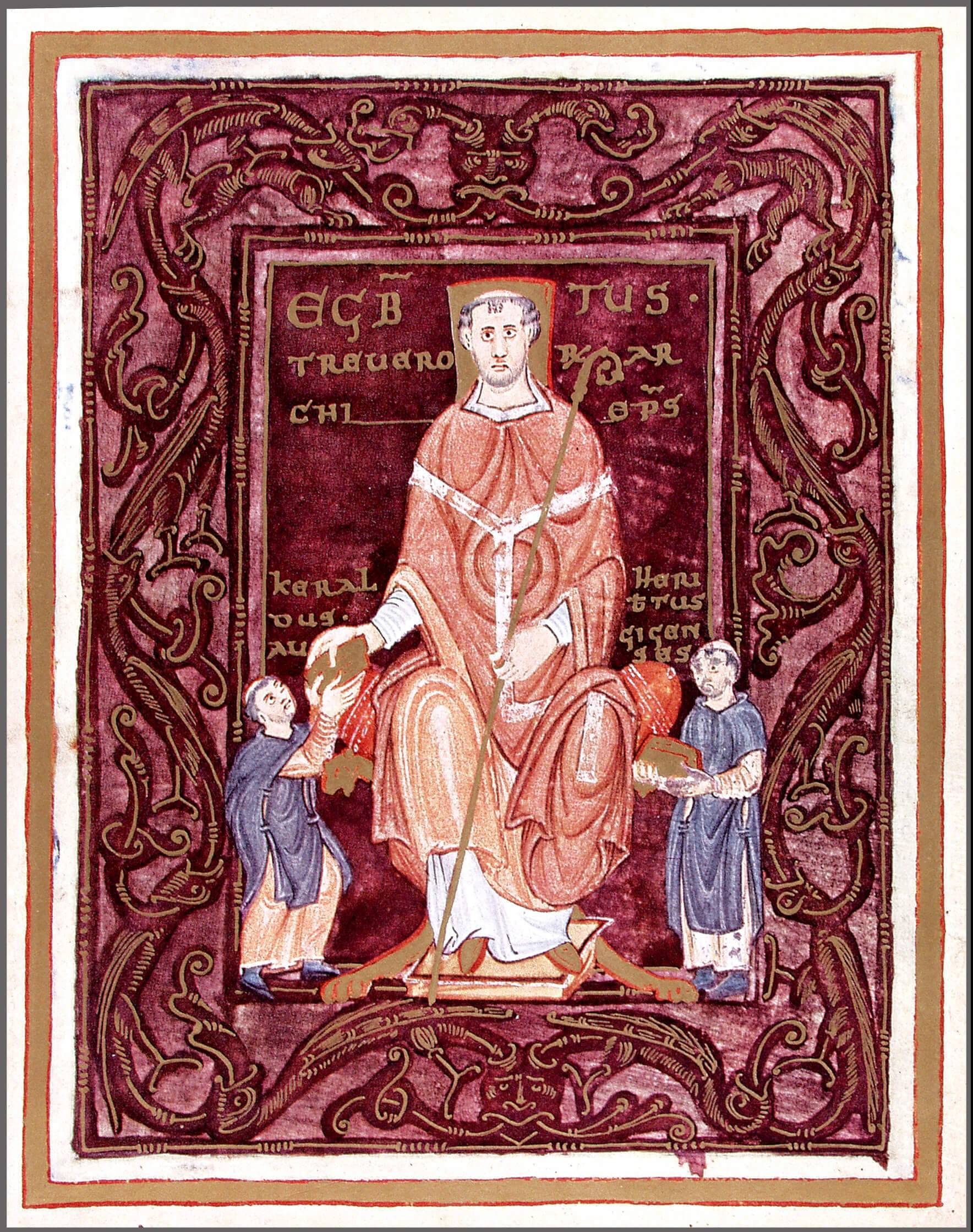
Codex Egberti
De adel hielp mee aan de kerstening en gebruikte de verbondenheid met de paus om de onafhankelijkheid van de Kerk ten opzichte van de keizer te bevorderen.

#### Sociale klassen
Na het leenstelsel van de Romeinse tijd ontstond het feodalisme uit de gewoonte van de vorst om verdienstelijke personen een leen (beneficium) als bron van inkomen toe te kennen. Dat bestond meestal uit een stuk grond van het rijk dat zijn eigendom was, van variabele omvang, waarmee de leenman er als vazal moest in slagen niet alleen zichzelf en zijn familie te onderhouden, maar ook een legertje ridders. Die dienden het leen te beschermen, en konden in geval van oorlog ter beschikking van de vorst worden gesteld. Het leen kon van bescheiden omvang zijn, maar desgevallend uitgestrekte landerijen, en zelfs tot een hele provincie beslaan. Men heeft berekend dat een leen 15 à 30 boerenfamilies moest bevatten om in die hoedanigheid leefbaar te zijn. De oppervlakte werd aanvankelijk dan ook gekozen in functie van dat aantal en de uitgestrektheid was bijkomstig. De boeren waren horigen, zij behoorden bij het land. Ook laten, een overblijfsel van het Romeinse slavensysteem, hoorden daarbij. Naast een leen konden eveneens ambten en geldelijke renten worden toegekend aan de leenman. Een leenman kon verder stukken van zijn leen aan ondergeschikte leenmannen toekennen, waardoor een feodale piramide ontstond. Manheid was de eed van trouw waarmee de leenman zich aan zijn leenheer verbond, maar gold ook als term voor het leen zelf.
Vervolgens waren er de vrijen (liberi, ingenui), die zich tot dienst aan de vorst verbonden door een eed om deze bij te staan in een ambt van legerdienst of rechtspraak. Indien een vrije sneuvelde in de oorlog, dan moest een weergeld aan zijn familie worden uitgekeerd van 200 solidi.
De homines Franci of ingenui Franci kwamen voornamelijk in de regio van de grote rivieren voor en waren edelen die afstamden van degenen die zich waarschijnlijk reeds van bij het begin van de Frankische veroveringen hadden verdienstelijk getoond in de naburigheid van de vorst.
De klasse van ridder is ontstaan uit vrijen die zich in dienst stelden van een vorst (milites) om diens goed te beschermen en daarvoor van hem een eigen - kleiner - leen ontvingen. Met de opbrengst daarvan kon een ridder zich een paard veroorloven. Hoe meer ridders een leenman in dienst had, des te minder rechtstreekse inkomsten hij van zijn leen genoot. De neiging bestond daardoor beden aan de horigen telkens weer te verhogen. Toch bleven de ridders zelf betrekkelijk arm en moesten vaak mee de hand aan de ploeg slaan. Sommigen gingen zich in de wapenhandel vervolmaken. In vredestijd organiseerden zij steekspelen. Het waren betrekkelijk ruwe lieden, die gemakkelijk ook met elkaar in de clinch gingen. In de 11e eeuw was de ridderschap in alle streken talrijk vertegenwoordigd. Geleidelijk ging deze klasse dezelfde levenswijze volgen als die van de edelen en na enkele generaties ging zij helemaal in de adel op.
De koning, later keizer, was de enige wettelijke eigenaar van het rijk, en wanneer een vazal overleed kwam zijn leen in feite terug aan de koning toe. Mettertijd ging de leen in de praktijk echter steeds vaker op een erfgenaam van de vazal over. Toen Karel de Grote tot keizer werd gekroond, werden de koningen vazallen van de keizer, die nu het ganse rijk in eigendom bezat, maar hen hun koninkrijk tot leen gaf.
Na de Frankische aristocratie is ook de aristocratie van Lotharingen, Holland en Vlaanderen ontstaan uit de factoren die overal in Europa het leenstelsel stichtten. Toenemende concentratie van eigendommen in handen van een gering aantal machtige families, en verzwakking van de klasse der vrijen, die in vazalschap overgingen, was algemeen. Ook de kerkelijke hogere ambten geraakten meer en meer in handen van adellijke verwanten.
Doordat de pauperes liberi homines (de arme vrije lieden) hun ‘messeniede’ aan wereldlijke dynasten of aan kloosters afstonden, of aan de voogdij van een grooteigenaar onderworpen, ontstond aldus naast de lijfeigenen, afstammelingen van Romeinse of Germaanse slaven, een uiterst talrijke klasse van halfvrijen (cijnslieden, messenielieden, kerkhorigen, laten of grondhorigen), die zowat alle onedelen (villani) omvatte.

#### Economie en rechtspleging
Landbouw betekende de grootste bron van inkomsten. Bij de val van het Romeinse Rijk gingen de grote afgezonderde landbouwondernemingen benoorden de lijn Boulogne - Maastricht, over Sint-Omaars, Dowaai en Bergen, gewoon door met de dagelijkse orde van hun hofstelsel. In de gouw ten zuiden van die as daarentegen treft men vooral dorpen aan. De grote domeinen van Artesië, Henegouwen en het Naamse bleven intact bij de invallen van Franken en Germanen en in de Frankische tijd nam hun aantal zelfs eerder toe, ten koste van het kleineigendom. Tegen het begin van de 10e eeuw waren enkel in de kuststreken nog vrije boeren, evenals in de Kempen en de heiden van Noord-Brabant. Daar vormden de families geen dorpen, maar leefden verspreid. De heidebewoners probeerden moerassen droog te leggen en grotere stukken heide vruchtbaar te maken.
In het kustgebied waar ooit de Morienen aan schapenteelt deden, namen de Fries-Saksische inwijkelingen uit de 5e eeuw dit voorbeeld al over en zetten het voort. Ook de zeevisserij bloeide daar op, meer bepaald de haringvisserij. Maar ondanks hun kleine boten wisten ze ook walvissen buit te maken, die tot in de 12e eeuw nog talrijk in de Noordzee rondzwommen.
In Holland en Friesland leverde visserij en veeteelt en de verkoop van de producten daarvan de belangrijkste bron van inkomsten. Dorestad in het riviergebied zuidoost van Utrecht werd daarmee al vroeg een handelscentrum, waarvan het belang bij opname in het Frankische rijk alleen nog maar toenam. Het kende een hoogtepunt onder Karel de Grote en diens zoon en opvolger Lodewijk de Vrome (814–840). Door de opname in het Frankisch Rijk kreeg Friesland een aanzienlijk hinterland ten zuiden en ten oosten van Maas en Rijn. Door de vaart op Scandinavië werd het hiermee mogelijk de draaischijf voor een vrij omvangrijk handelsnet uit te bouwen. Karolingische munten die in Dorestad zijn gevonden tonen het belang ervan aan. In het Scheldegebied (het latere Vlaanderen) werd textiel geproduceerd en werden kleren gemaakt, die mee werden verhandeld. Ook werden Doornik, Gent, Brugge, Antwerpen, Dinant, Namen, Hoei, Luik en Maastricht al vroeg kleine handelscentra, dankzij het transport op Schelde en Maas.

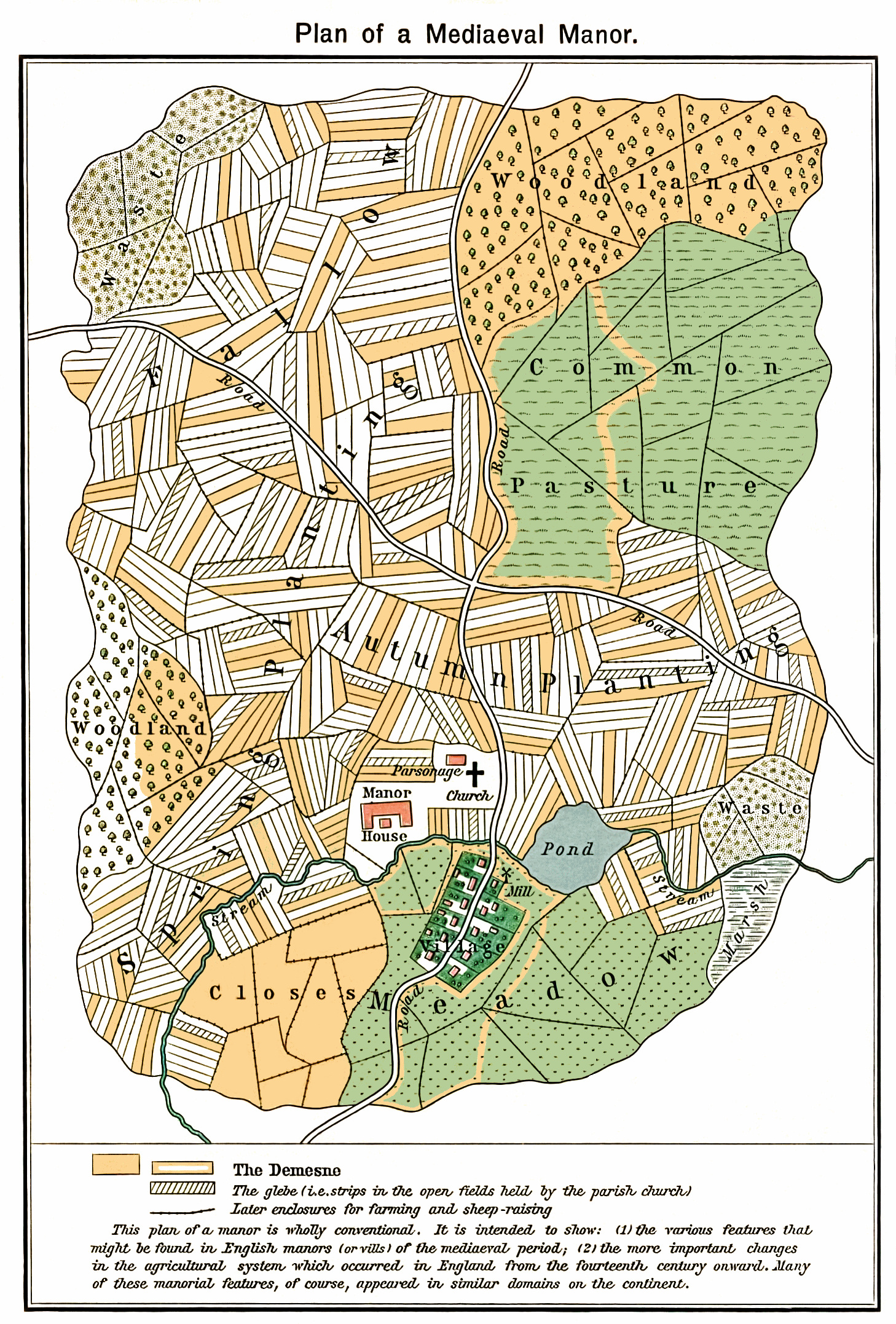
Plattegrond van een fictieve vroonhoeve (William R. Shepherd, 1923)

Ten zuiden van de taalgrens en van de scheidslijn tussen het noordelijke hofstelsel en het zuidelijke dorpsstelsel ontstonden onder impuls van de Kerk al vroeg uitgebreide kloosterdomeinen, vergelijkbaar met die in het Duitse gedeelte van het rijk, maar kleiner en talrijker. De oorspronkelijke goederen van de oudste abdijen kregen er van bij het begin van de Frankische monarchie de domaniale inrichting die in de grote eigendommen van Gallië gold. In het Karolingisch tijdperk werd deze enkel nog bevestigd. De maatschappelijke invloed van de kloosters, die onderling met elkaar in verbinding stonden, was vergelijkbaar met die van de steden in de komende eeuwen. Zij legden een eerste basis voor de grootschalige landelijke economie. Kleine eigenaars en vrijgekomen lijfeigenen traden in dienst van deze kloosters door ‘hunne vrijheid in eene vrijere dienstbaarheid te verwisselen' zoals in de charters werd vermeld. Daardoor genoten zij in tijden van misoogst ruimere bescherming en hoefden hun lastdieren dan niet te verkopen. Het kerngebied (terra indominicata) werd zoals overal in Europa bewerkt door de lijfeigenen van de meester, het andere deel bestond uit leengoederen die erfelijk waren.
Ieder vroonhof was de stapelplaats van de in natura geleverde hoofdgelden, die aan de heer verschuldigd waren door het ministerium waarvan het de hoofdplaats was. Tegelijk gold het als zetel van een rechtbank waar, onder voorzitterschap van een verkozen en tot de 11e eeuw afzetbare meier, zeven in de familia gekozen onafzetbare schepenen rechtspraken. Meiers deden dus meer dan enkel cijnzen en lasten van de grondhorigen ontvangen. Ze waren dan ook zorgvuldig gekozen onder de beste ministeriales. Boven deze kleine rechtbanken (laathoven) stond het hof van een abt van een hogere vierschaar.

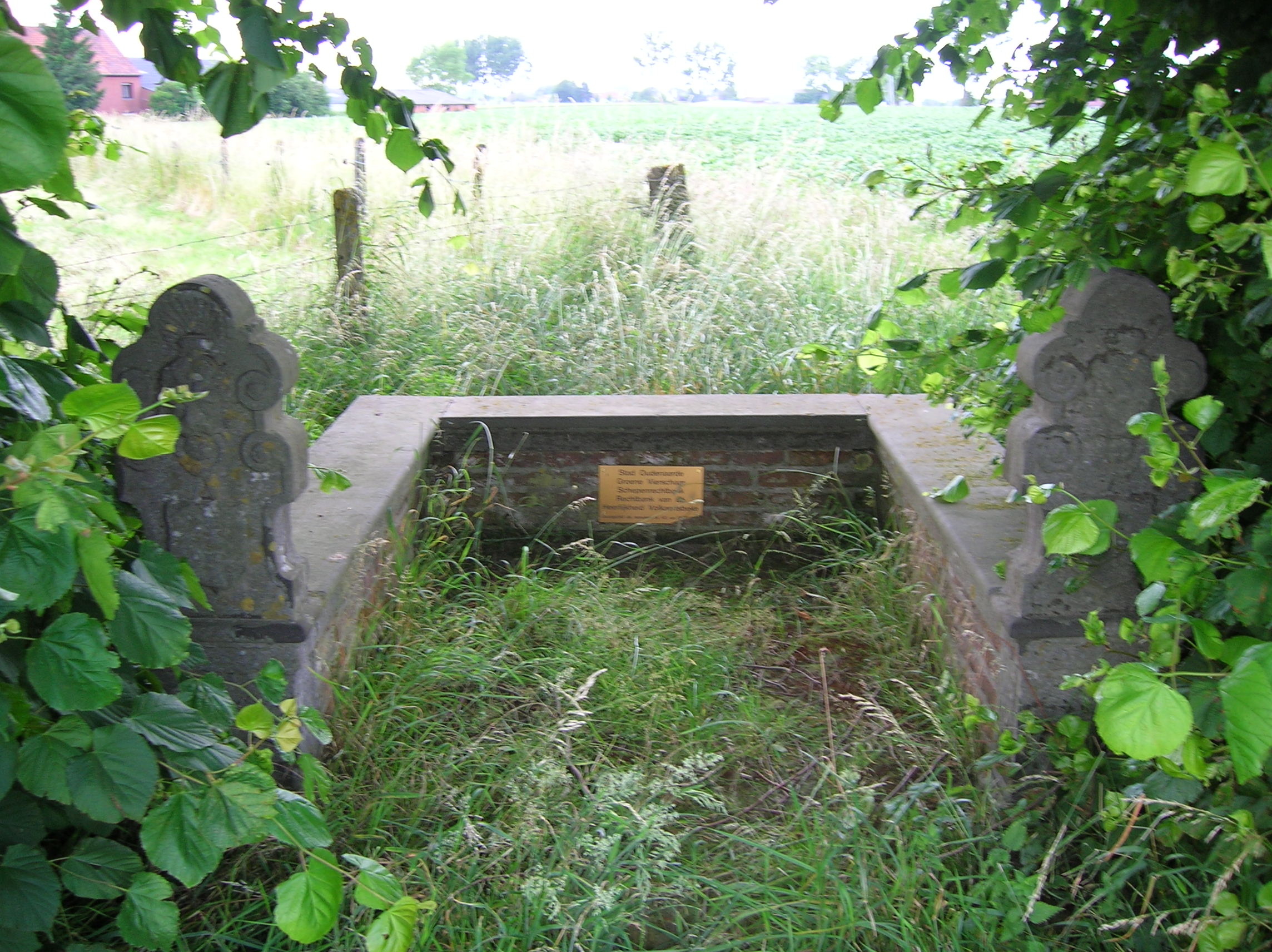
Natuurvierschaar te Moregem

De seculiere leenmannen daarentegen waren zelf rechter en partij in geval van betwistingen in verband met horigen en laten. Zij richtten zich voornamelijk op de inning van de opbrengsten en bekommerden zich verder weinig om het lot van de landwerkers. De graven van Vlaanderen slaagden er als eersten in om het beheer over inkomsten aan een kanselier toe te vertrouwen. Tussen hen en hun laten stonden de notarissen. Als graaf, burggraaf of voogd oefenden de leenmannen het openbaar gezag uit, lichtten van de boeren een jaarlijkse bede en lieten hen werken bij het bouwen en herstellen van hun vestingen. In tijden van grote werkloosheid door overbevolking lieten de graven van Vlaanderen dijken bouwen, moerassen droogleggen en grondverbeteringswerken uitvoeren. Verder legden ze de boeren het herbergrecht op, wat inhield dat graven zich overal konden heen begeven en er voedsel en tijdelijk onderdak opeisen. Er zijn dan ook nogal wat klachten door de kloosterlijke kroniekschrijvers opgetekend over de soms al te zware last die de boeren moesten dragen. Gebruik makend van hun middelen trachtten de heren zeer vaak hun bede te vergroten.

## Verval van het Frankische Rijk

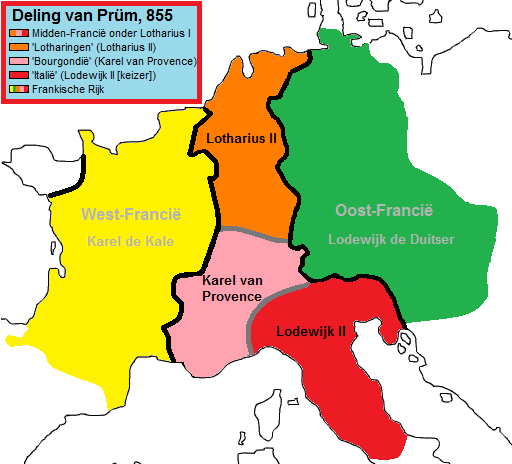

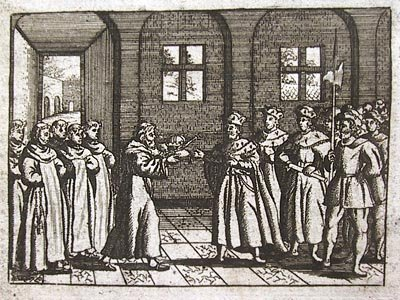
Deling van Prüm

De regeerperiode van zoon Lodewijk de Vrome, aan wie Karel de Grote zijn keizerrijk had overgedragen, luidde het verval van de Karolingische dynastie in. Na de dood van Karel in 814 gingen de Vikingen, die intussen met de eerste pogingen tot kerstening te maken hadden, in het noorden aan het plunderen en hun aanvallen namen in omvang toe en verspreidden zich. In 840 braken zowel interne als grensconflicten uit. Zijn zonen bestreden elkaar om de heerschappij en intussen begonnen na Vikingen ook Magyaren en Saracenen het rijk binnen te vallen. De invallen van de Vikingen hadden het grootste impact op de Lage Landen. Maar om orde op zaken te stellen werd na de dood van Lodewijk de Vrome in 843 door het Verdrag van Verdun bepaald dat het ganse rijk in drie zou worden verdeeld tussen de kleinzonen van Karel de Grote: een West-Frankisch Rijk (Francia Occidentalis), een Oost-Frankisch Rijk (Francia Orientalis) en daartussen een Midden-Frankisch Rijk (Francia Media). De Lage Landen kwamen grotendeels in Francia Media te liggen, dat echter niet lang stand hield.
Met het Verdrag van Prüm werd na de dood van keizer Lotharius I dit Middenrijk (Regnum quondam Hlotharii ) nog eens onder zijn drie zoons verdeeld, waarbij Lotharius II het noordelijke deel verkreeg. Dat werd het koninkrijk Lotharingen (Lotharii Regnum). Daartoe behoorden het huidige Nederland, Brabant en de Ardennen, het Rijnland, de Elzas en het huidige Lotharingen. Het gebied west van de Schelde met Vlaanderen, Henegouwen en Artesië bleef bij West-Francië ingedeeld.
Het Rijk der Franken had nu al vier koningen en een keizer van twee verschillende generaties. De broederlijke samenwerking kwam hiermee aardig op de tocht te staan.
In 870, een jaar nadat Lotharius II kinderloos overleed, werd het koninkrijk Lotharingen door het Verdrag van Meerssen bij Maastricht nog eens verdeeld tussen het West-Frankische Rijk, waar het latere Frankrijk uit ontstond, en het Oost-Frankische Rijk, het latere Heilige Roomse Rijk, en zou nog lang betwist gebied blijven. De Schelde werd de uiteindelijke grens. Desondanks waren de rivieren niet alleen scheidingslijn, maar tegelijk ook bindend element, omdat ze transport en communicatie vereenvoudigden. Ook het gezamenlijk christelijk geloof zorgde over grenzen van taal en ras heen dat de bevolking zich verbonden voelde. De aangrenzende gebieden groeiden hierdoor langzaam naar elkaar toe.
In het noorden was de feitelijke macht in handen van de Vikingen en Friezen. In 826 was Friesland een Deens rijk geworden onder de Vikingen Harald en Rorik, dat daarna maar in leen werd gegeven door de keizer.

### Strijd tegen de Vikingen
Toen Karel de Grote stierf in 814 gingen de Vikingen, die intussen met de eerste pogingen tot kerstening te maken hadden gekregen, in het noorden meteen aan het plunderen en hun aanvallen namen in omvang toe en verspreidden zich naar het zuiden toe. In 815 was Lodewijk de Vrome Jutland binnengevallen. Hoewel de Danevirke geen hindernis bleek, wisten de Denen zich op het eiland Funen te verschansen, beschermd door een overmacht ter zee. De Franken hadden zich toen na enige tijd onverrichter zake terug moeten trekken.

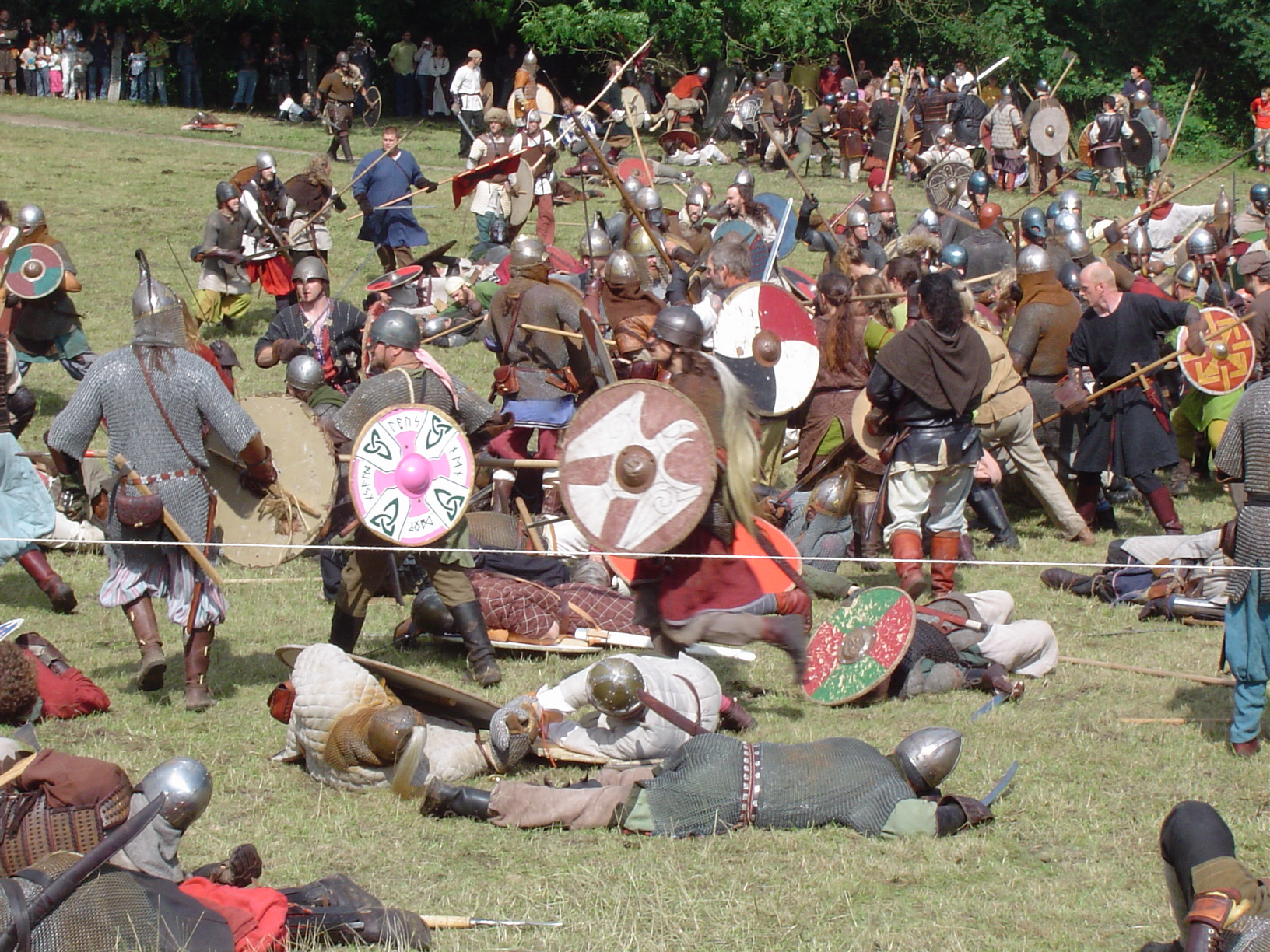
Moderne evocatie van een Vikingstrijd

Lodewijk de Vrome zette daarna de uitbouw van een kustverdediging tegen de "Noormannen" verder, maar dit haalde weinig uit. Kloosters en kerken met hun concentraties aan schatten waren het voornaamste doelwit van de Vikingen en ze begonnen met deze buit voor ogen de winters door te brengen in de Lage Landen. Dorestad werd tussen 834 en 837 vier keer door hen verwoest.
In 866 en 882 vonden Vikingaanvallen plaats in de IJsselstreek waarbij handelsplaats en kerkelijk centrum Deventer en de hof en nederzetting van Zutphen werden geplunderd. In 882 bezetten Vikingen zelfs het Valkhof te Nijmegen om er te overwinteren.
Rond kloosters en steden werden muren opgetrokken en er werden zelfs tegenaanvallen tegen tijdelijke Vikingvestigingen uitgevoerd om ze te verjagen. Met dergelijke procedures slaagden de graven van Vlaanderen erin om alvast een stevige basis voor hun machtspositie te leggen. Een andere verdedigingstactiek bestond erin met Vikingen een pact aan te gaan door hen een gebied toe te wijzen op voorwaarde dat zij het tegen andere Vikingen zouden verdedigen. Dit leidde bijvoorbeeld tot het ontstaan van het Hertogdom Normandië.
Na 900 verminderde de plaag uit het noorden en hield helemaal op, terwijl de Vikingen ten slotte toch overgingen tot het christendom en zich vooral in de kustgebieden in de Lage Landen integreerden.

## Archeologische vondsten
- Archeologische opgravingen op en rondom het Vrijthof in Maastricht: restanten van twee Merovingische voorgangers van de Sint-Servaasbasiliek en meer dan tweeduizend graven uit de Frankische tijd.[12] Daarnaast talrijke vondsten uit de Merovingische periode elders in de stad.[13]
- Grafveld van Engelmanshoven
- Grafveld in Wijchen : In 1999 werden enkele graven van de Merovingische elite gevonden.[14]
- Grafveld in Broechem (Ranst) : De toevalsvondst in 2001 van twee intacte Merovingische potjes in de wijk Nierlenders in Broechem leidde tot verder archeologisch onderzoek in de jaren 2001-2003 en 2007-2010, waarbij een uitgestrekt Merovingisch grafveld aan het licht kwam. Met 513 graven is dit tot nu toe zelfs het grootste vroegmiddeleeuwse grafveld van Vlaanderen.[15]
- Grafveld in Koksijde : In 2016 werd bij de bouw van een nieuw politiekantoor een grafveld met resten van 53 skeletten gevonden. Bij de grafgiften vond men een zilveren munt en juwelen.[16]
- Grafveld in Hilvarenbeek : In 2010 zijn in de wijk Gelderakkers II, aan de zuidkant van het dorp, sporen gevonden van graven uit de Merovingische tijd. Uitgebreider archeologisch onderzoek is gestart in maart 2022.[17] Het grafveld meet omgeveer 45x 30 meter, waarin 142 graven gevonden zijn, 14 crematie- en 128 inhumatiegraven. Als bijgiften in de grafkamers zijn gouden munten en hangers, potten, bekers en mantelspelden aangetroffen.[18]